# Mateus Fernandes (III)
Mateus Fernandes, também referido como Mateus Fernandes III foi um arquiteto militar português. Era descendente de Mateus Fernandes, estando a sua família ligada às obras do Mosteiro da Batalha.

## Biografia
Na sequência do assalto do corsário francês Pierre Bertrand de Montluc ao Funchal em outubro de 1566, foi enviado para aquela cidade no cargo de "Fortificador e Mestre das Obras Reais" da ilha da Madeira.
Este profissional recebeu da Provedoria das Obras de Lisboa, já no início de 1567, diversas indicações e, em Março, a visita de um grupo de arquitetos italianos - Pompeo Arditi e Tommaso Benedetto -, que lhe trouxeram o primeiro "Regimento das Fortificações para o Funchal", renovado posteriormente em 1572.
É o autor do projeto da nova Fortaleza de São Lourenço e do reforço do sistema de muralhas junto ao mar, para além de intervir nas obras públicas da cidade, sendo a Sé também da sua traça.
A visão desse profissional encontra-se registada no chamado "Mapa de Mateus Fernandes" (1573), considerado a mais antiga planta conhecida do Funchal. De cariz militar, esse documento enfatiza as defesas da cidade, com vistas ao planeamento de uma vasta fortificação para o morro da Pena.
Com o início da Dinastia Filipina, afastada a ameaça das armadas de António I de Portugal baseadas no arquipélago vizinho dos Açores, a atuação de Mateus Fernandes e as obras que efetuou sofreram alguma contestação, o que levou ao seu regresso a Lisboa em 1595. A principal crítica à sua atuação foi a sua ligação à anterior situação política e a inexistência de uma poderosa fortificação, que deveria ser implantada no pico de São João.

## Obra
- Fortaleza de São Filipe do Pelourinho
- Fortaleza de São João Baptista do Pico
- Fortaleza de São Tiago do Funchal
- Fortaleza-Palácio de São Lourenço